# Kumar
Kumar (Hindi: कुमार Kumār [kʊˈmɑːr]) ist ein als Vor-, Zwischen- und Familienname verwendeter indischer Name. Er leitet sich vom Sanskrit-Wort kumāra ab, welches „Knabe, Sohn“ oder auch „Prinz“ bedeuten kann. Anders als viele andere indische Nachnamen ist „Kumar“ mit keiner bestimmten Kaste assoziiert. In Teilen Indiens wie im Bundesstaat Bihar haben daher viele Menschen den Namen „Kumar“ angenommen, um ihre Kastenzugehörigkeit zu verbergen.

## Namensträger

### Zwischenname
- Madhav Kumar Nepal (* 1953), nepalesischer Politiker
- Pramod Kumar Chaubey (* 1951), indischer Ökonom und Hochschullehrer

### Familienname
- A. S. Kiran Kumar (* 1952), indischer Weltraumwissenschaftler
- Aarish Kumar (* 1999), singapurischer Fußballspieler
- Abhinav Kumar (* 1973), indischer Polizeidirektor des Bundesstaates Uttarakhand und Kolumnist
- Ajay Kumar Saroj (* 1997), indischer Mittelstreckenläufer
- Ajith Kumar (* 1971), indischer Automobilrennfahrer und Schauspieler
- Akshay Kumar (* 1967), indischer Schauspieler
- Alok Kumar (* 1968), indischer Billardspieler
- Amir Kumar (1923–1980), indischer Hockeyspieler
- Amit Kumar (Sänger) (* 1952), indischer Sänger
- Amit Kumar (Regisseur), indischer Filmregisseur
- Amit Kumar (Radsportler), indischer Radsportler
- Amit Kumar (Ringer) (* 1993), indischer Ringer
- Amiya Kumar Mallick (* 1992), indischer Sprinter
- Anant Kumar (* 1969), deutsch-indischer Schriftsteller
- Anumanthan Kumar (* 1994), singapurischer Fußballspieler
- Arjun Kumar (* 1993), indischer Kugelstoßer
- Arokia Raj Satis Kumar (* 1977), indischer Geistlicher, Weihbischof in Bangalore
- Ashok Kumar (Schauspieler) (1911–2001), indischer Schauspieler
- Ashok Kumar (Hockeyspieler, 1950) (* 1950), indischer Hockeyspieler
- Ashok Kumar (Politiker, 1954) (* 1954), indischer Politiker
- Ashok Kumar (Politiker, 1956) (1956–2010), britischer Politiker
- Ashok Kumar (Ringer) (* 1959), indischer Ringer
- Ashok Kumar (Hockeyspieler, 1966) (* 1966), indischer Hockeyspieler
- Ashok Kumar (Kameramann) (1941–2014), indischer Kameramann
- Ashok Kumar Karki (* 1956), nepalesischer Gewichtheber
- Ashvin Kumar (* 1973), indischer Filmregisseur, Filmproduzent und Drehbuchautor
- Bhuvneshwar Kumar (* 1990), indischer Cricketspieler
- Bhushan Kumar (* 1977), indischer Filmproduzent
- Dilip Kumar (1922–2021), indischer Schauspieler
- Dilkj Kumar (* 1981), sri-lankischer Fußballspieler
- Dinesh Kumar (* 1988), indischer Boxer
- Gavit Murli Kumar (* 1997), indischer Langstreckenläufer
- Gurjinder Kumar (* 1990), indischer Fußballspieler
- Jay Kumar (* 2006), indischer Sprinter
- Kartik Kumar (* 1999), indischer Langstreckenläufer
- Keshav Kumar (* 2001), singapurischer Fußballspieler
- Kishore Kumar (1929–1987), indischer Schauspieler
- Krishan Kumar (Produzent), indischer Filmproduzent
- Krishan Kumar (Ringer) (* 1982), indischer Ringer
- Krishan Kumar (Leichtathlet) (* 1997), indischer Mittelstreckenläufer
- Kush Kumar (* 1996), indischer Squashspieler
- Manoj Kumar (Schauspieler) (1937–2025), indischer Schauspieler und Regisseur
- Manoj Kumar (Badminton), indischer Badmintonspieler
- Manoj Kumar (Boxer) (* 1986), indischer Boxer
- Manoj Kumar (Ringer), indischer Ringer
- Maurice Kumar (* 1986), deutscher Schauspieler
- Meira Kumar (* 1945), indische Politikerin
- Milind Kumar (* 1991), indischer Cricketspieler
- Mohan Kumar (1934–2017), indischer Filmemacher
- Mohit Kumar (* 1997), indischer Sprinter
- Mukesh Kumar (Golfspieler) (* 1965), indischer Golfspieler
- Mukesh Kumar (Hockeyspieler) (Mukesh Kumar Nandanoori; * 1970), indischer Hockeyspieler
- Mukesh Kumar (Cricketspieler) (* 1993), indischer Cricketspieler
- Narendra Kumar (Bergsteiger) (1933–2020), indischer Bergsteiger
- Narendra Kumar (Physiker) (1940–2017), indischer Theoretischer Physiker
- Naveen Kumar (* 1988), indischer Hindernisläufer
- Neeraj Kumar (* 1990), indischer Hammerwerfer
- Nish Kumar (* 1985), englischer Comedian und Satiriker
- Nitin Kumar (* 1985), indischer Dartspieler
- Nitish Kumar (* 1951), indischer Politiker
- Omni Kumar (* 2001), US-amerikanischer Tennisspieler
- Parveen Kumar (* 1942), britisch-indische Medizinerin und Hochschullehrerin
- Pranav Kumar (* 1999), US-amerikanischer Tennisspieler
- Praveen Kumar (Leichtathlet) (1947–2022), indischer Leichtathlet und Schauspieler
- Praveen Kumar (Badminton) (* 1970), indischer Badmintonspieler
- Praveen Kumar (Cricketspieler) (* 1986), indischer Cricketspieler
- Premila Kumar, fidschianische Politikerin
- R. K. Kumar (1942–1999), indischer Politiker
- Raj Kumar Mehra (1918–2001), indischer Radrennfahrer
- Ravi Kumar (* 1997), indischer Ringer
- Rayarala Vijay Kumar (* 1969), indischer Ordensgeistlicher, Bischof von Srikakulam
- Rohit Kumar (* 1997), indischer Fußballspieler
- Ronil Kumar (* 1984), fidschianischer Fußballspieler
- Rupesh Kumar (* 1979), indischer Badmintonspieler
- Sajjan Kumar (* 1945), indischer Politiker
- Salesh Kumar (* 1981), fidschianischer Fußballspieler
- Sandeep Kumar (Gewichtheber) (* 1975), indischer Gewichtheber
- Sandeep Kumar (Politiker) (* 1980), indischer Politiker
- Sandeep Kumar (Regisseur), indisch-österreichischer Filmregisseur, Produzent und Drehbuchautor
- Sandeep Kumar (Ringer) (* 1983), indischer Ringer
- Sandeep Kumar (Leichtathlet) (* 1986), indischer Leichtathlet
- Sandeep Kumar (Ruderer) (* 1988), indischer Ruderer
- Sandeep Kumar (Bogenschütze) (* 1988), indischer Bogenschütze
- Sandeep Kumar (Rennfahrer) (* 1992), indischer Automobilrennfahrer
- Sanjeev Kumar (1938–1985), indischer Schauspieler
- Sanjeev Kumar (Hockeyspieler) (* 1939), indischer Hockeyspieler
- Satish Kumar (Aktivist) (* 1936), indisch-britischer Journalist, Herausgeber und Aktivist
- Satish Kumar (Regisseur), indischer Filmregisseur
- Satish Kumar (Leichtathlet) (* 1955), indischer Leichtathlet
- Satish Kumar (Boxer) (* 1989), indischer Boxer
- Satish Kumar Gautam (* 1972), indischer Politiker (BJP)
- Shailaja Kumar (* 1967), indische Skirennläuferin
- Sujit Kumar (1934–2010), indischer Schauspieler und Regisseur
- Sunil Kumar (Politiker, 1957) (* 1957), indischer Politiker, Abgeordneter der Bihar Legislative Assembly
- Sunil Kumar (Politiker, II), indischer Politiker, Abgeordneter der Lok Sabha
- Sunil Kumar (Leichtathlet) (* 1984), indischer Leichtathlet
- Sunil Kumar (Ringer) (* 1999), indischer Ringer
- Suresh Kumar (* 1991), indischer Langstreckenläufer
- Sushil Kumar (* 1983), indischer Ringer
- Tarit Kumar Sett (1931–2014), indischer Radrennfahrer
- Uttam Kumar (1926–1980), indischer Schauspieler
- Vijay Kumar (Molekularbiologe) (* 1954), indischer Molekularbiologe
- Vijay Kumar (Ingenieur) (* 1962), indisch-US-amerikanischer Ingenieur, Robotiker und Hochschullehrer
- Vijay Kumar (Dartspieler), englischer Dartspieler
- Vijay Kumar (Politiker), indischer Politiker, Administrator von Lakshadweep
- Vijay Kumar (Sportschütze) (* 1985), indischer Sportschütze
- Vijender Kumar (* 1985), indischer Boxer
- Vimal Kumar (* 1962), indischer Badmintonspieler
- Vinay Kumar (* 1984), indischer Cricketspieler
- Vinod Kumar (* 1968), indischer Badmintonspieler
- Vipin Kumar (* 1956), indischer Informatiker

## Weiteres
- Kumar (Stadt), babylonische Stadt
- Kumar (Reggaeton), Name eines kubanischen Reggaeton-Sängers